# Freinage au seuil
Le  freinage au seuil, ou  freinage  dégressif, est une technique de freinage utilisée pour ralentir ou arrêter un véhicule sans ABS, ou lorsque celui est déconnecté. Il est le plus souvent utilisé en course automobile et dans les sports mécaniques en général, sur circuit et sur le « sec ».

## Considérations physiques
Le contact d'un véhicule avec le sol se fait par les seuls pneumatiques. Le véhicule ne peut être dirigé, accéléré, ou freiné que si les pneus conservent une bonne adhérence. Lors d'une trop forte accélération (ou d'un freinage brutal), les pneus peuvent perdre leur adhérence et se mettre à patiner (ou glisser) ; cet effet est parfois recherché, mais il se révèle souvent préjudiciable, car la maîtrise du véhicule devient plus difficile.
En situation d'urgence, le conducteur réagit souvent de manière instinctive. Cela peut se traduire par un freinage brutal et inadapté : les roues se bloquent, la voiture glisse et le conducteur perd la directivité du véhicule. Pour remédier à ce problème, les constructeurs automobiles ont développé le système ABS, destiné à empêcher les roues de se bloquer pendant les périodes de freinage intense.

## Freinage au seuil
Le principe du freinage au seuil est de freiner au maximum sans bloquer les roues, lorsque le véhicule se déplace à vitesse élevée. Sa bonne réalisation nécessite une certaine expérience pour appréhender les réactions du véhicule.
Le freinage doit débuter par une pression violente sur la pédale de frein, en effet, lorsque la roue tourne rapidement, le risque de blocage en début de freinage est très faible. Ensuite, le conducteur modulera l'effort sur la pédale en fonction de l'adhérence des pneus, en relâchant la pression sur la pédale de frein progressivement pour éviter le blocage des roues. C'est l'inverse de ce que fait le conducteur « moyen », qui, lui, accentue la pression sur la pédale de frein (c'est  le  freinage  progressif).
Plusieurs indices aident à détecter un début de blocage. Les pneus crissent légèrement, indiquant l'amorce de patinage. L'accentuation du bruit indique le blocage des roues. La direction s'assouplit et devient floue lors du blocage.
Le freinage sera le plus efficace pour un patinage des roues jusqu'à 25 %, au-delà, « la force de freinage diminue lentement au point où la roue est complètement bloquée (patinage de 100 % au total) ». L'objectif est donc de freiner jusqu'à faire patiner légèrement les roues.

## Avantages et inconvénients
Par rapport à un freinage ABS, un freinage au seuil ne présente aucun avantage pour le conducteur « moyen ». De plus, il n'a d'intérêt que lorsque la vitesse du véhicule à ralentir est élevée. En compétition, où la vitesse est toujours maximum, et où chaque freinage est « extrême », il permet un contrôle plus fin au pilote.
À faible vitesse, ou dans les situations de voie glissante (pluie, neige, boue, etc.) où le seuil de blocage de roue est atteint presque immédiatement, l'ABS permet une réactivité instantanée.
L'ABS a l'avantage de gérer chaque roue individuellement. En automobile, un freinage au seuil ne permet que de contrôler les quatre roues en même temps. 